# John Nunn (Seemann)

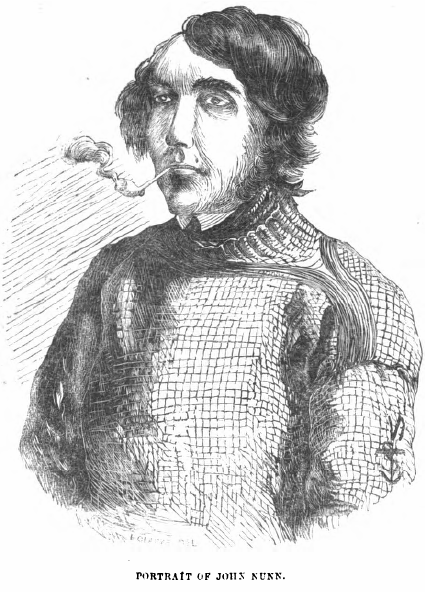
Porträt von John Nunn um 1850

John Nunn (* 2. Juli 1803 in Harwich, Essex, England; † nach 1860) war ein englischer Seemann und Schiffbrüchiger. In seiner Zeit als Seemann erlitt seine Mannschaft 1825 auf den damals kaum bekannten und unbewohnten Kerguelen Schiffbruch, was zu einem ungewollten dreieinhalbjährigen Aufenthalt dort führte. Seine Erlebnisse wurden 1850 in einem Buch niedergelegt, das die Robbenjagd und erstmals ausführlich auch die Kerguelen beschrieb und das daneben den Charakter einer Robinsonade hat.

## Leben

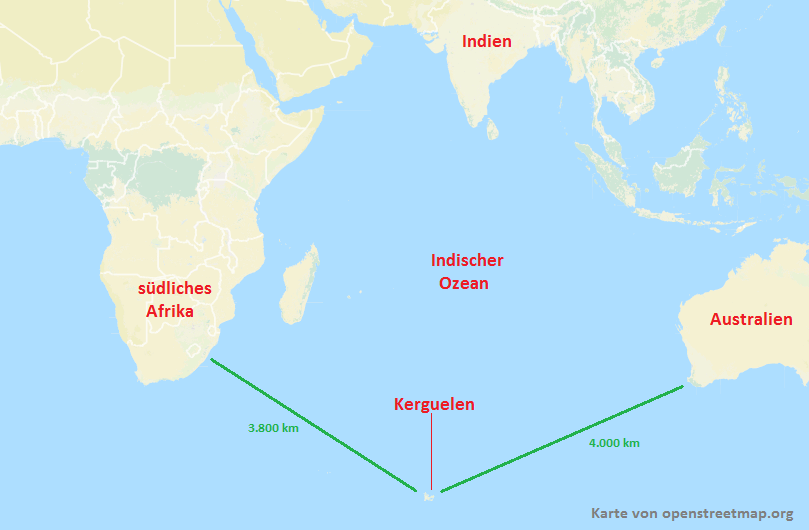
Indischer Ozean mit Kerguelen

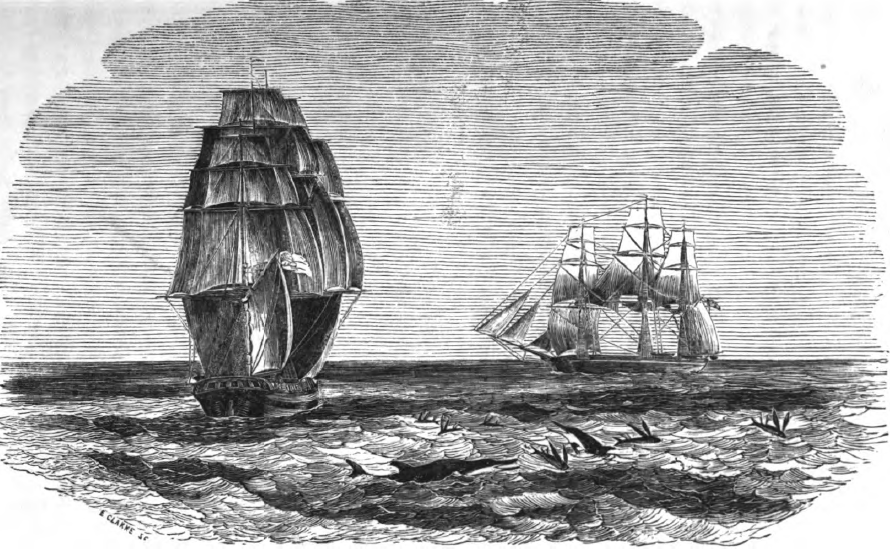
Die Royal Sovereign (rechts) begegnet einem Piraten

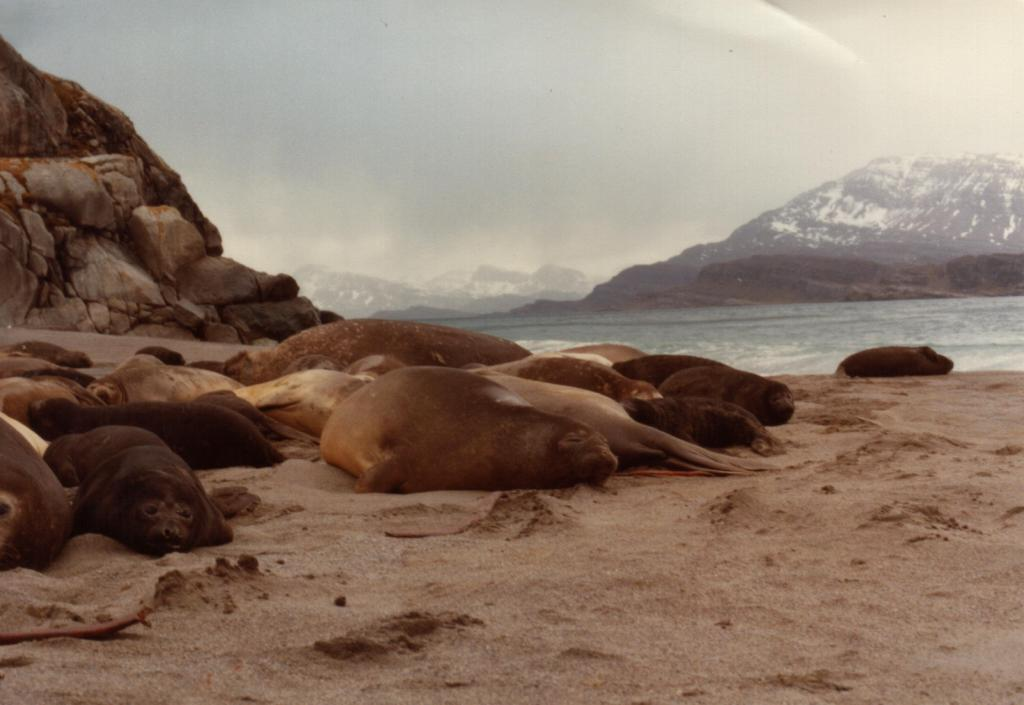
See-Elefanten an einem Kerguelenstrand

John Nunn wurde am 2. Juli 1803 in Harwich, Essex, England, als Sohn eines Fischers geboren. In seinen frühen Jahren half er seinem Vater auf dessen Schmack beim Fischen. Im Alter von etwa 15 Jahren begann er die reguläre Ausbildung und Arbeit auf einer Steinbutt-Schmack. Zwei Jahre darauf, während eines Fischzugs an der holländischen Küste, lief das Boot auf Grund und wurde in der Brandung völlig zerstört, während die Besatzung sich auf eine Sandbank retten und von anderen Booten aufgenommen werden konnte. Nach diesem überstandenen Abenteuer setzte er seine Ausbildung und Tätigkeit als Fischer auf verschiedenen Booten fort.
Anfang 1825 begab er sich nach London, weil er mehr von der Welt sehen wollte, und heuerte im April 1825 auf der Royal Sovereign unter Kapitän Alexander Sinclair an, deren Ziel die Seerobbenjagd auf den entlegenen damals kaum bekannten und wie heute unbewohnten Kerguelen im sub-antarktischen Indischen Ozean war. Auf der viermonatigen Reise dorthin begegneten sie einem Piraten, der sie aber nicht einholen konnte.
Im August 1825, Winterende auf der Südhalbkugel, erreichte das Schiff die Kerguelen, die damals auch Island of Desolation („Insel der Trostlosigkeit“) oder nur Desolation genannt wurden. Wie geplant begann die Mannschaft mit der Jagd auf Robben, um an deren Häute zu kommen, und See-Elefanten, um aus deren Blubber Tran zu sieden. Während einer Exkursion zerschellte eine Schaluppe, die Francis, am 3. November 1825 in schwerem Wetter an der Felsküste von Saddle Island (heute Île de l’Ouest) und die vier Crewmitglieder, darunter Nunn, retteten sich an Land und wurden schließlich nach vierzehn Tagen von der Mannschaft der zweiten Schaluppe, der Favorite, gefunden und zum Mutterschiff zurückgebracht. Das Unglück wiederholte sich, als am 26. Dezember 1825 auch die zweite Schaluppe Favorite vor Saddle Island sank und die Besatzung, vier Crewmitglieder, darunter Nunn, sich mittels eines eiligst gebauten Floßes an Land retten konnte. Indessen verließ der Kapitän der Royal Sovereign, ohne die beiden Schaluppen nur beschränkt handlungsfähig und nach dreiwöchiger erfolgloser Suche in dem Glauben die Mannschaft der Favorite sei verloren, die Kerguelen ohne die fehlenden Mitglieder seiner Besatzung, die schutzlos an der rauen Westküste der Kerguelen zurückblieben. Erst im Frühjahr 1828 wurden sie von der Besatzung eines anderen Schiffs gefunden und konnten nach einem weiteren Jahr Aufenthalt auf den Kerguelen im Frühjahr 1829 mit diesem Schiff die Heimreise antreten, wo sie im Sommer 1829 anlangten.
Zurück in England heuerte Nunn auf einem Postschiff für den kontinentalen Postverkehr an. Bei einem Unglück verlor er aber bald darauf zwei Finger seiner rechten Hand, so dass er nicht länger als Vollmatrose tätig sein konnte. Er nahm deshalb eine Beschäftigung auf einem Lotsenschiff an, die er bis 1837 ausübte. Danach verdingte er sich als Führer von Besuchern und mit kleiner Fischerei in Harwich.
Ende der 1840er Jahre traf der Robbenkundler W. B. Clarke mit Nunn zusammen, der Nunns Erzählungen zu seinen Erlebnissen in den 1820er Jahren so bemerkenswert fand, dass er sie in ein Buch fasste, in dem einerseits chronologisch Nunns Erlebnisse, andererseits aber auch seine geographischen und naturwissenschaftlichen Beobachtungen und handwerklichen Schilderungen festgehalten wurden. Außerdem wurde das bis dahin unvollständige Kartenwerk zu den Kerguelen nach Nunns Angaben vervollständigt und präzisiert. Im Sommer 1850 wurde das auf Nunns Erinnerungen basierende Buch veröffentlicht. Zu diesem Zeitpunkt hatte Nunn Familie, lebte aber in prekären Umständen, wohl wegen seiner verkrüppelten rechten Hand, und war auf Unterstützung angewiesen. Clarke bat deshalb im Vorwort des Buchs um Unterstützung für Nunn.
In den 1860er Jahren kam Nunn nochmals mit einem Besucher Harwichs, Richard Cutler, über seine früheren Erlebnisse derart ins Gespräch, dass Cutler abermals Nunn und seine Erlebnisse in einer Veröffentlichung darstellte, allerdings wesentlich kürzer und teils widersprüchlich zu den Inhalten des 1850 veröffentlichten Buchs, also wohl ohne Kenntnis desselben. Cutlers Buch wurde 1864 ausführlich besprochen und als Klatschbuch (gossiping book) bezeichnet.

## Zeit auf den Kerguelen

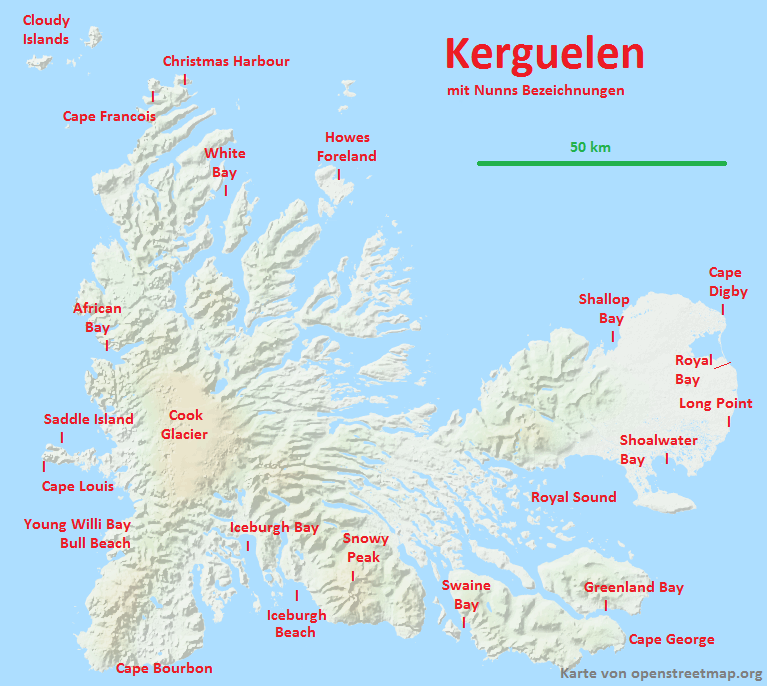
Karte der Kerguelen mit Bezeichnungen aus W. B. Clarkes Buch

Die Kerguelen sind ein stark zerklüfteter, viele tief einschneidenden Fjorde aufweisender bergiger Inselarchipel, der sich über eine Fläche von etwa 130 × 130 km erstreckt. Er weist eine Hauptinsel und zahllose größere und kleinere weitere Inseln auf. Es herrscht subantarktisches Klima mit oft starken Winden vorwiegend aus West bis Nordwest. John Nunn und seine Gefährten befanden sich von August 1825 bis März 1829 auf den Kerguelen.

### Unglück
Der herkömmliche Robben-Jagdbetrieb sah vor, dass ein größeres Mutterschiff sicher in einer Bucht verankert wurde. Ausgehend davon unternahmen Mannschaftsteile mit seetüchtigen Beibooten, sogenannten Schaluppen, längere – teils mehrwöchige – Exkursionen zu verschiedenen Inselteilen, um an deren Stränden Robben zu erlegen und die Beute – Felle und Speck – zurück zum Mutterschiff zu bringen. Die Royal Sovereign wurde dementsprechend in der Greenland Bay (heute Baie Greenland) auf der Südostseite des Archipels verankert. Nunn nahm an einer der Exkursionen mit der Schaluppe Favorite zur Westseite der Inselgruppe teil. Am 26. Dezember 1825 schlug die Favorite im felsigen Uferwasser der der Westküste des Archipels vorgelagerten Insel Saddle Island (heute Île de l’Ouest) leck und sank. Die vier Besatzungsmitglieder konnten sich und einiges an Ausrüstung auf die Insel retten. Man fand die Exkursionsteilnehmer bei einer dreiwöchigen Suche nicht mehr und segelte deshalb ohne diese zurück nach England, so dass die Besatzung der untergegangenen Favorite auf Saddle Island zurückblieb. Bei den vier Gestrandeten handelte sich um den 2. Maat James Lawrence, der die Gruppe kommandierte, John Nunn, John Manning und den etwa sechzehnjährigen James Stilliman.

### Leben auf den Kerguelen

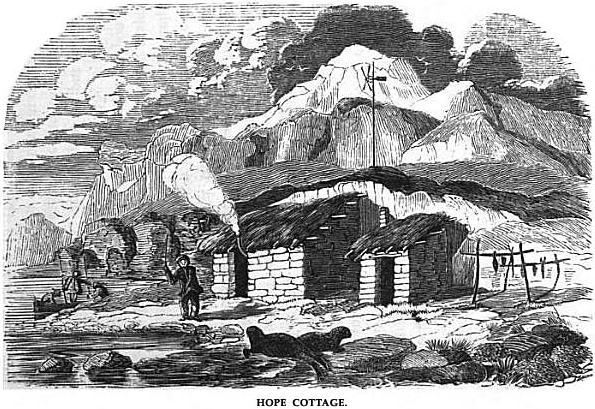
Das von den Schiffbrüchigen aus großen Torfblöcken gebaute Hope Cottage am Long Point an der Ostküste der Kerguelen

Das Leben war wegen des rauen Klimas und der kaum vorhandenen Vegetation entbehrungsreich. Zumindest Süßwasser gab es immer reichlich. Als Nahrungsmittel standen jahreszeitlich wechselnd Robben, See-Elefanten, Fische, Enten und die verschiedensten Eier zur Verfügung. Der Speck (Blubber) konnte als Brat-, Leucht- und Heizmittel verwendet werden. Die oft eisigen Temperaturen, in Verbindung mit unzulänglicher Ausrüstung und zerfallender Kleidung, machten es aber gerade im ersten Winter schwierig, Tiere hinreichend zu jagen. Es gelang ihnen, das Dingi – das kleine Beiboot der Favorite – zu bergen, mit dem sie das nahegelegene Grande Terre zum Jagen erreichen konnten.
Die ersten Monate nach dem Untergang der Favorite verbrachten die Gestrandeten auf dem sehr unwirtlichen Saddle Island. In den folgenden Monaten konnten sie die ausgediente Schaluppe Loon, die dort am Strand lag und ihnen als Unterschlupf diente, seetüchtig machen und segelten mit ihr im folgenden Sommer (1826) an die weniger herbe Ostküste der Kerguelen. Sie gelangten zu einem kleinen Küstenvorsprung Long Point südlich des Cape Digby. Dort konnten sie aus großen Torfblöcken eine Schutzhütte bauen, die sie Hope Cottage nannten. Zusammen mit hinzugewonnenen Erfahrungen und Fähigkeiten waren sie damit für die weiteren Fährnisse ihres Insellebens besser gewappnet.
Einen großen Teil der Zeit mussten die Insulaner auf die Beschaffung von Nahrungsmitteln und das Instandhalten der Ausrüstung, namentlich der Kleidung verwenden. Daneben wurden aber auch Exkursionen vorgenommen, teils zu Fuß und teils mit dem zur Verfügung stehenden Dingi.

### Rettung

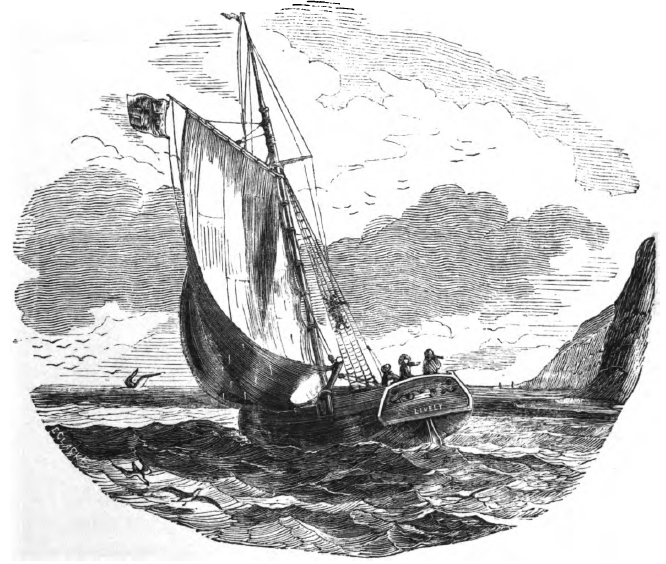
Der rettende Kutter Lively

Als Teil ihrer Rettungsstrategie brachten die Gestrandeten an verschiedenen prominenten Stellen des Kerguelen-Archipels Hinweise auf ihre Existenz und ihren Aufenthaltsort an. Tatsächlich führte dies dazu, dass im März 1828 die Besatzung des Kutters Lively ein solches Zeichen in der Shallop Bay (heute Baie Accessible) fand und daraufhin die Suche aufnahm. Bald wurden die Inselbewohner gefunden und an Bord genommen.
Die Lively blieb mit der so vergrößerten Crew und dem größeren Mutterschiff, dem Schoner Sprightly unter Kapitän Alexander Distant, der drei Jahre zuvor als 3. Maat auf der Royal Sovereign ohne Erfolg nach den Schiffbrüchigen gesucht hatte, noch ein weiteres Jahr für den geplanten Jagdbetrieb auf den Kerguelen und verließ diese Ende März 1829. Im Sommer 1829 erreichten die zwei Schiffe zusammen mit den wiedergefundenen Schiffbrüchigen England.

## Buch

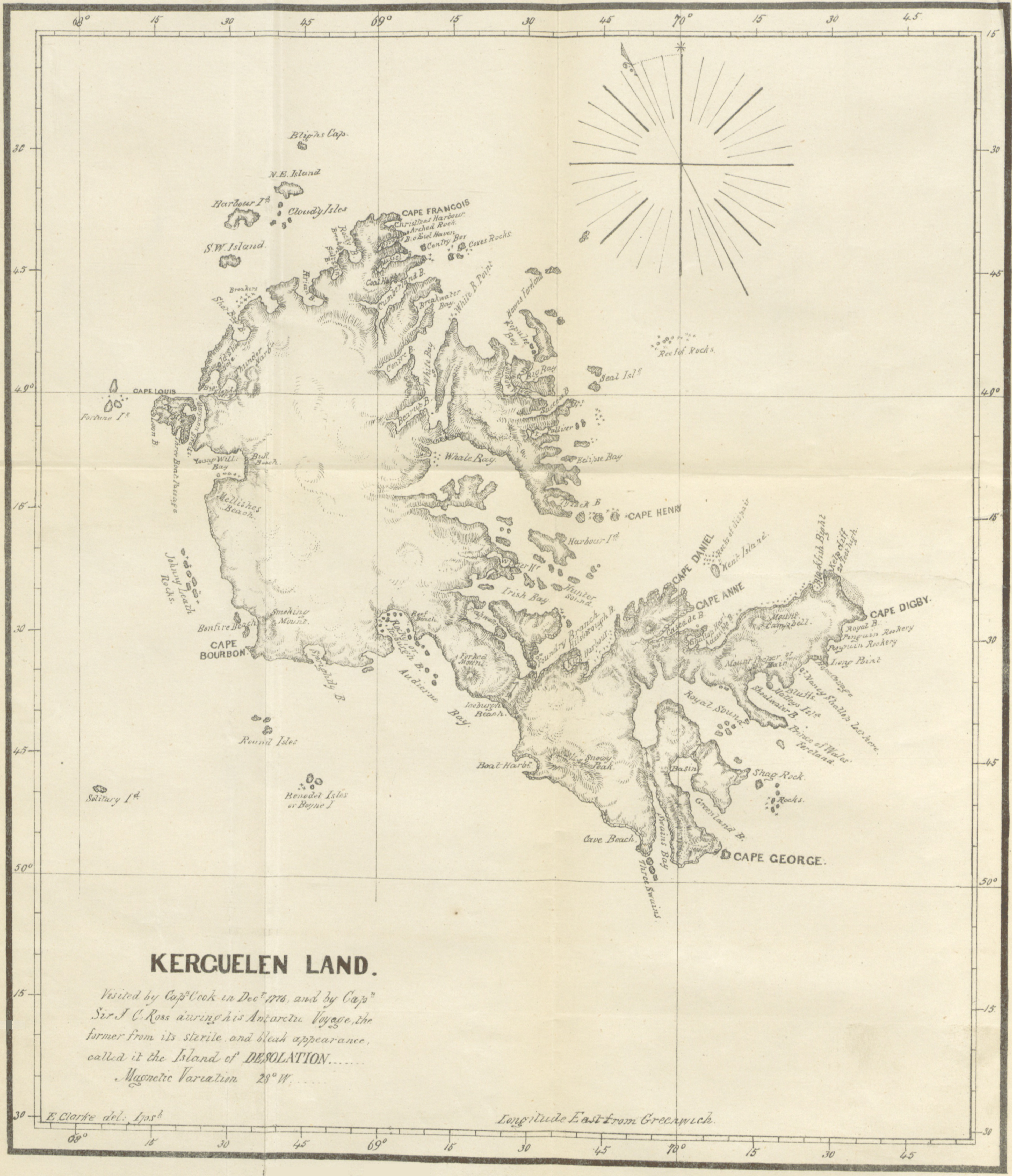
Karte der Kerguelen nach W. B. Clarke

Nunns Erlebnisse und Beobachtungen während und um seinen dreieinhalbjährigen Zwangsaufenthalt auf den Kerguelen herum wurden in dem 1850 erschienenen Buch
Narrative of the wreck of the “Favorite” on the island of Desolation:
Detailing the adventures, sufferings, and privations of John Nunn
erzählt. Als Herausgeber des Buchs zeichnet W. B. Clarke, M. D. Das Buch hat 12 Seiten Vorwort (vii – xviii) und 227 Seiten Inhalt. Es ist mit einer nach den Beobachtungen des mit Nunn zusammen gestrandeten 2. Maats der Royal Sovereign, James Lawrence, verbesserten Karte der Kerguelen und mit verschiedenen Holzstichen ausgestattet, die von Clarkes Bruder Edward nach Nunns Zeichnungen und Erzählungen gefertigt wurden. Die Inhalte des Werks basieren auf Nunns Erzählungen, die der Herausgeber mit Hintergrundinformationen ergänzt hat. Einen Großteil der Schreibarbeit bis zur Druckreife übernahm Mrs. Clarke, die Frau des Herausgebers.
Das Werk beschreibt seefahrerische Begebenheiten wie reguläre Seefahrt, aber auch Versuche von Piraterie. Er stellt auch das reguläre Fischerei- und Jagdhandwerk und die Verarbeitung der Beute vor Ort dar. Einen großen Teil des Buchs nimmt aber die Beschreibung des Überlebenskampfes der gestrandeten Seeleute von Dezember 1825 bis März 1828 ein. Damit einher gehen Beschreibungen von Flora, Fauna, Geographie, Klima, nautischer Eignung und Bodenschätzen (Kohleaufschlüsse) der Kerguelen, die Nunn detailreich beschrieb. Er beschrieb auch das Phänomen zahlloser auf den Strand schwimmender und dort verendender Schwertwale.
Die dem Buch beigegebene Karte der Kerguelen ist gegenüber früheren Karten verbessert und vervollständigt. Allerdings weist auch sie markante qualitative Fehler auf (etwa die nicht vorhandene Landenge beim „Iceburgh Beach“ an der Südküste) und ist selbst mit Berichten Nunns nicht immer in Einklang zu bringen, wobei letzteres möglicherweise nur auf Namensverwechslungen zurückzuführen ist. Himmelsrichtungen markanter Strukturen sind oft deutlich unrichtig, was vielleicht auf die in dieser Region starke Missweisung (laut Clarkes Karte 28° W) zurückzuführen ist, wobei letztere allerdings schon damals zahlenmäßig bekannt war (um 1825 ca. −27°). Womöglich sind manche Abweichungen auch darauf zurückzuführen, dass die Karte erst viel später aus der Erinnerung gezeichnet wurde.
Da die Kerguelen damals kaum bekannt waren und nur selten angefahren wurden, ist das Buch die erste ausführliche Darstellung des Archipels überhaupt. Im Buch ist auch eine Parallele zum damals schon bekannten, über hundert Jahre vorher (1719) erschienenen Roman Robinson Crusoe von Daniel Defoe gezogen. Humoristisch wird angemerkt, dass man anders als Robinson Crusoe keinen Sonnenschirm hatte, sondern gerne einen Regenschirm besessen hätte.
Das Buch wurde dem in Cambridge lehrenden Botaniker John Stevens Henslow gewidmet, bei dem Charles Darwin studierte.
Das Buch ist in digitaler Form verfügbar.

## Galerie

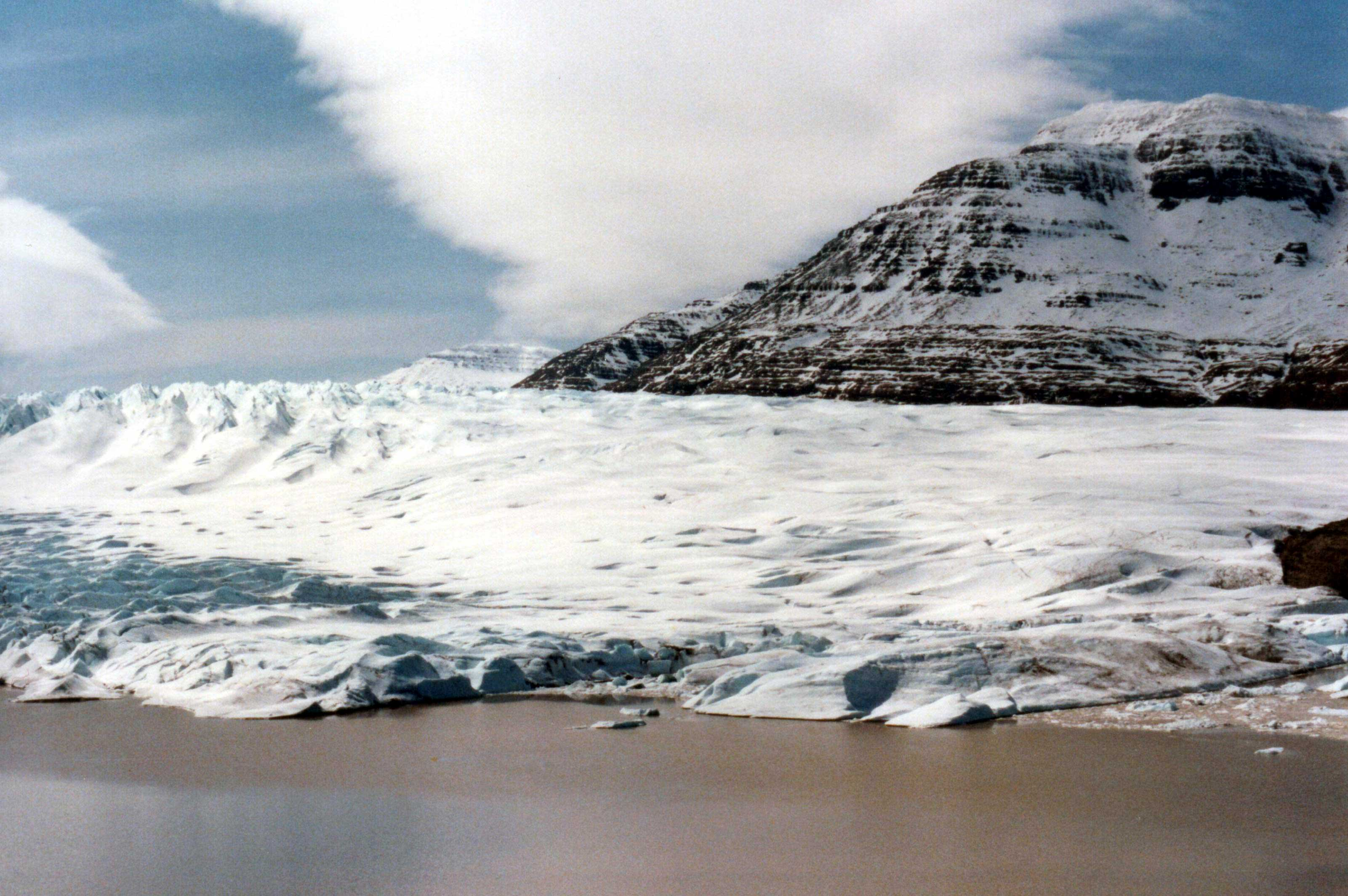
Ein Gletscher auf den Kerguelen
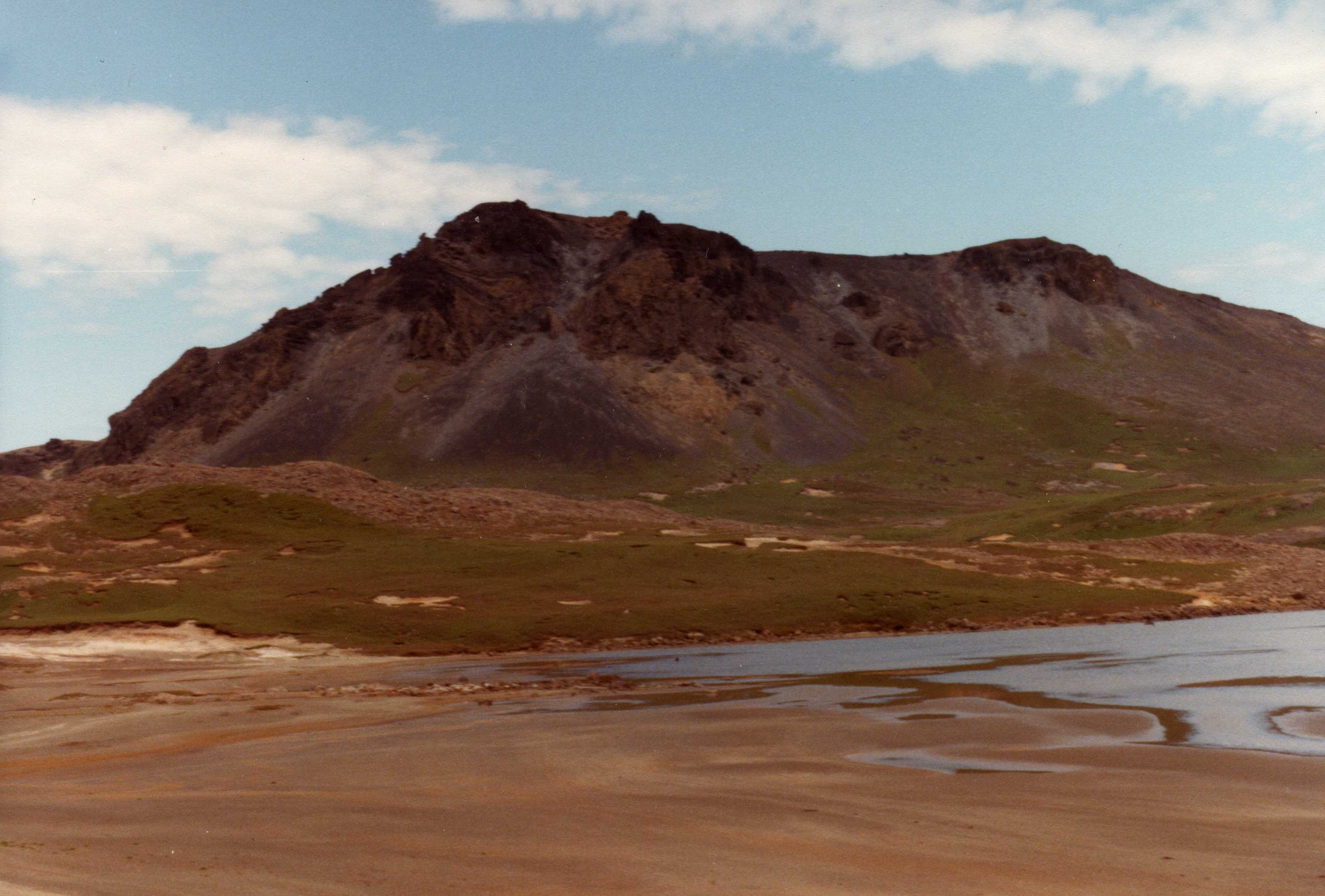
Bucht der Kerguelen
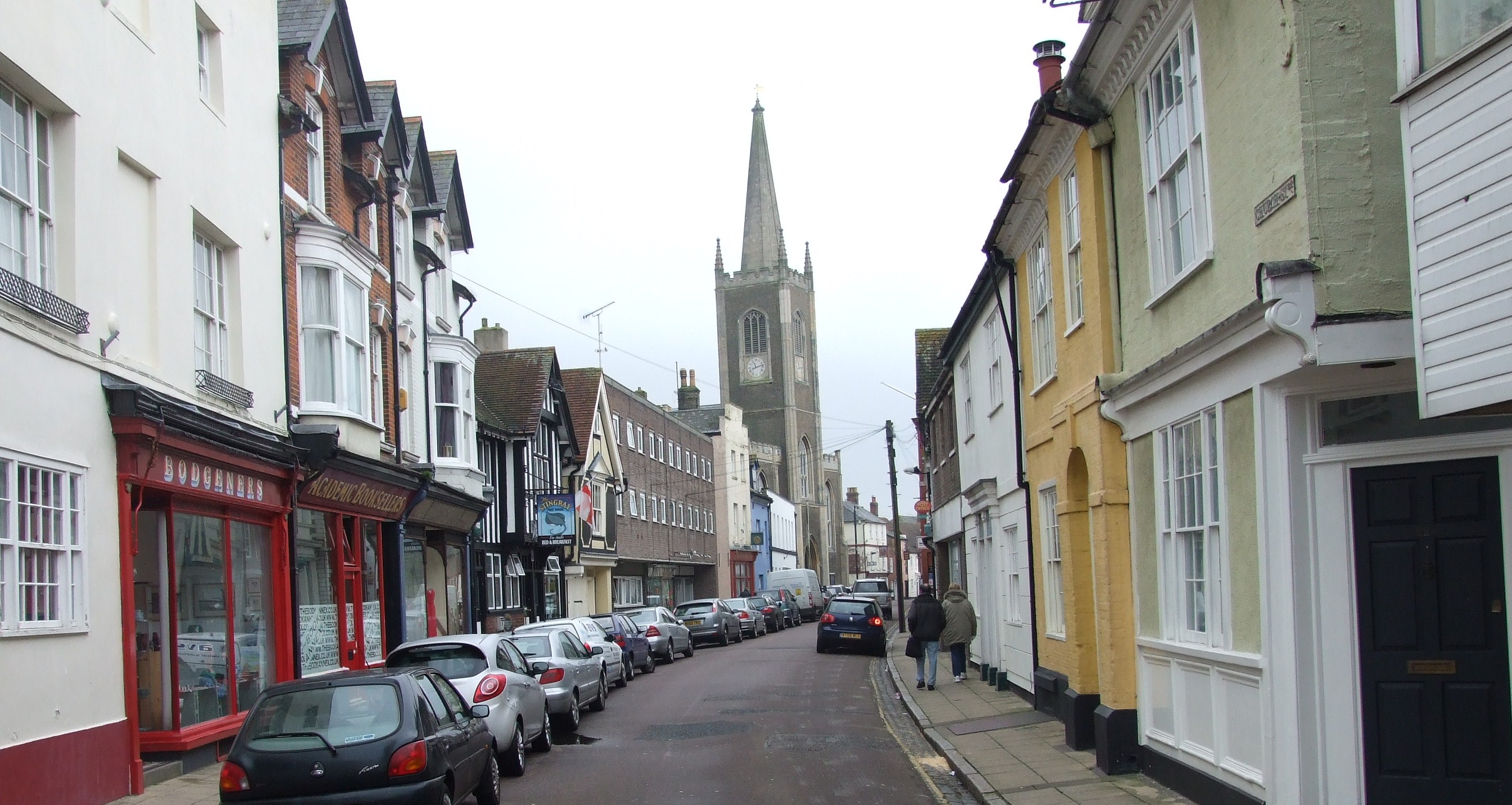
Harwich, Church Street